# Паррас, Александрос
Александрос Паррас (греч. Αλέξανδρος Παρράς; род. 12 мая 1998, Янина) — греческий футболист, защитник АЕКа, выступающий на правах аренды за «Кифисью».
Воспитанник «Панетоликоса». В августе 2017 года подписал с клубом первый профессиональный контракт. 21 октября 2017 года в матче против «Керкиры» дебютировал в греческой Суперлиге.
В июне 2021 года перешёл в АЕК, подписав пятилетний контракт. В июле 2023 года был отдан в аренду «Кифисье».